# Isaak Semjonowitsch Bruk
Isaak Semjonowitsch Bruk (russisch Исаак Семенович Брук, englische Transkription Isaac Semenovich Bruk; * 8. November 1902 in Minsk; † 6. Oktober 1974 in Moskau) war ein sowjetischer Computerpionier.

## Ausbildung und Anfangsjahre als Elektroingenieur
Bruk stammte aus armen, jüdische Verhältnissen, sein Vater arbeitete in einer Tabakfabrik. Er besuchte ab 1920 die Höhere Technische Schule in Moskau (MHTS), wo Karl Adolfowitsch Krug zu seinen Lehrern in Elektrotechnik gehörte. Nach dem Diplomabschluss 1925 (über Steuerung von Drehstrom-Asynchronmaschinen) forschte er unter Krug an dem von diesem 1922 gegründeten All-Unions Institut für Elektrotechnik (UEEI), das eine zentrale Rolle bei der Elektrifizierung der Sowjetunion spielte und großzügigste staatliche Unterstützung erhielt. Bruk arbeitete als Elektroingenieur an der Entwicklung von Elektromotoren (Asynchronmotoren) und anderen Fragen in Charkiw.

## Erste Beschäftigung mit Computern
1935 wechselte er an das Institut für Elektrotechnik der Akademie der Wissenschaften in Moskau (PEI). Für Simulation von Leitungsnetzen entwickelte er hier 1935 seinen ersten Analogcomputer, wofür er 1936 promoviert wurde (Kandidatentitel) und im selben Jahr habilitiert (russischer Doktorgrad).
Es folgte ein großer mechanischer Computer, der für die Lösung von Differentialgleichungen benutzt wurde. Die Maschine war 1939 fertig, und Bruk wurde im selben Jahr aufgrund dieser und anderer Leistungen als korrespondierendes Mitglied in die Akademie der Wissenschaften der UdSSR aufgenommen.
Im Zweiten Weltkrieg forschte er weiter über Elektrotechnik und Steuerungssysteme von Flak, wo ebenfalls einfache mechanische Analogrechner eingebaut waren. Aufgrund der Arbeiten wurde er 1947 Mitglied der Sowjetischen Akademie für Artilleriewissenschaft.
In der unmittelbaren Nachkriegszeit entwickelte er einen elektromechanischen Analogrechner am PEI (Differential Analyzer) für die Lösung von Integralgleichungen.

## Elektronische Computer
Bruk war sich klar, dass elektronischen Computern die Zukunft gehörte und er ergriff die Gelegenheit, als ihn Aksel Iwanowitsch Berg im Mai 1948 mit dem begabten jungen Ingenieur Baschir Iskanderowitsch Ramejew bekannt machte, der sich ebenfalls für elektronische Computer interessierte. In nur vier Monaten entwickelten sie den Entwurf eines elektronischen Computers vom von Neumann Typ (mit gespeichertem Programm) für das sie im Dezember 1948 ein sowjetisches Patent erhielten. Während Ramejew zwischenzeitlich wieder zum Militär eingezogen war, um im Fernen Osten als Radarinstrukteur für die Marine zu arbeiten, machte sich Bruk 1950/51 mit einem Team von Ingenieuren vom Moskauer Energetischen Institut (MEI) aus der Sektion Radio an den Bau des Röhrencomputers M-1. Unterstützt wurde er von dem jungen Computeringenieur Nikolai Jakowlewitsch Matjuchin (Matyukhin, 1927–1984). Trotz finanzieller Engpässe (dank seiner Kontakte zur Artillerieakademie erhielt er in elektronische Teile aus erbeuteten deutschen Beständen) wurde der Prototyp 1952 fertiggestellt, etwa gleichzeitig wie der MESM von Sergei Alexejewitsch Lebedew in Kiew, die allerdings aufgrund der Geheimhaltung nichts voneinander wussten.
1952 folgte die M-2 unter der Leitung von Michail Alexandrowitsch Karzew (1923–1983), bei dem die Logik schon teilweise mit Halbleitern ausgeführt war. Ein Programm für die M-2 schrieb Alexander Brudno. Sie ging im Sommer 1953 in Betrieb und verschiedene Exemplare wurden an bedeutenden wissenschaftlichen Instituten für den ITEP installiert. Damals hatte es in der Sowjetunion nur Konkurrenz von der BESM von Lebedew und der Strela von Ramejew.
Die weiterentwickelten M-2 (dessen Bau Karzew leitete) benutzten auch truncated addresses wie die Computer der zweiten und dritten Generation (z. B. System/360), das heißt die beteiligten Register waren nicht mehr direkt in den Instruktionen festgelegt, sondern über eine Speicheradresse.
Bruk wandte sich 1956/57 auch dem Entwurf kleinerer Computer zu, der M-3. Für sie musste er sich selbst Kunden suchen, da sie nicht im staatlichen Plan vorgesehen war. Er fand sie in der Weltraumfahrt (Sergei Pawlowitsch Koroljow), in Jerewan in Armenien (Rasdan und Aragaz Computer, nachdem er Wiktor Hambardsumjan überzeugt hatte), in Ungarn (wo es die Basis des ersten ungarischen elektronischen Computers bildete), in Peking (in einer Telefonfabrik) und im Institut von Andronik Gewondowitsch Iossifjan (1905–1993) in Moskau. 1957 wurde die M-3 doch noch in die staatliche Produktion übernommen und in Minsk produziert unter Georgi Pawlowitsch Lopato, der daraus die Minsk Serie von Computern entwickelte. Auch die am Moskauer Institut für elektronische Maschinerie entwickelten Steuerungsrechner hatten ihren Ursprung in der M-3.

## Direktor des IECM und danach
Bruk erhielt offizielle Anerkennung und wurde Direktor des 1958 neu gegründeten Instituts für Elektronische Steuerungsmaschinen (IECM) der Akademie der Wissenschaften und erstellte einen grundlegenden Bericht für die Akademie der Wissenschaften (1958).
1957 entwickelte ein Team um Kartsew am IECM einen Prozessrechner für die Steuerung von Radarnetzwerken, den M-4, der 1962 in Serie ging. Aufgrund der rasch voranschreitenden Computerentwicklung war bald darauf eine Modernisierung erforderlich, der M-4M, der 1964 in Produktion ging und fünfzehn Jahre lang produziert wurde.
Unter Leitung von Bruk wurde ein weiterer Prozessrechner zur Steuerung von Kraftwerken entwickelt, der M-7.
Das M-5 Projekt eines Computers der zweiten Generation (mit Transistorlogik und Ferritkernspeicher und Busarchitektur) kam 1961 über ein Prototypstadium nicht hinaus.
Bruk wandte sich in der zweiten Hälfte der 1950er Jahre zunehmend der Anwendung von Computern in der ökonomischen Planung zu (beeinflusst von Ideen von Wassili Wassiljewitsch Leontjew und Leonid Witaljewitsch Kantorowitsch). Das stieß auf Widerstand der staatlichen Planungsbürokratie und 1964 wurde er gezwungen, als Direktor des IECM zurückzutreten.
Er blieb Berater des IECM in Computerarchitektur und war zum Beispiel Ende der 1960er Jahre und in den 1970er Jahren an der Entwicklung von M-4000, M-4030, M-400 und SM-3, SM-4 beteiligt – wobei die SM Reihe die Minicomputer von DEC (PDP) kopierte.
Er starb 1974, sein Grab befindet sich auf dem Wwedenskoje-Friedhof in Moskau.